# Tigridia mexicana

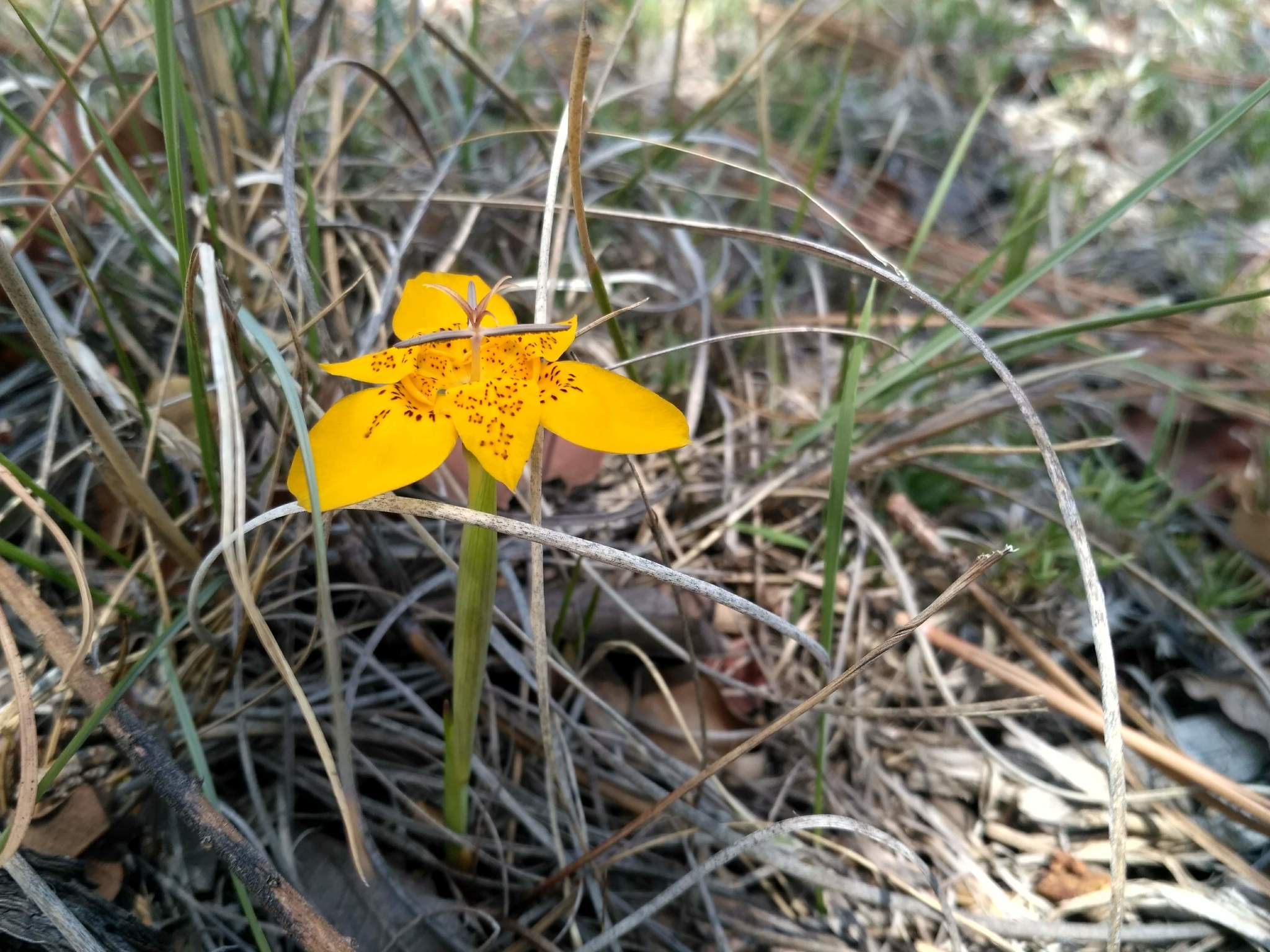
irisväxtarten tigrida mexicana

Tigridia mexicana är en irisväxtart som beskrevs av Elwood Wendell Molseed. Tigridia mexicana ingår i släktet Tigridia och familjen irisväxter.

## Underarter
Arten delas in i följande underarter:
- T. m. lilacina
- T. m. mexicana
- T. m. passiflora